# Luojing, Guangdong
Luojing (kinesiska: 罗镜) är en köping i sydöstra Kina. Den ligger i Luoding i staden Yunfu i provinsen Guangdong, omkring 200 kilometer väster om provinshuvudstaden Guangzhou. Antalet invånare är 66 144. Befolkningen består av 32 893 kvinnor och 33 251 män. Barn under 15 år utgör 27,0 %, vuxna 15-64 år 61 %, och äldre över 65 år 10,0 %.